# Mischocyttarus villarricanus
Mischocyttarus villarricanus är en getingart som beskrevs av Zikan 1935. Mischocyttarus villarricanus ingår i släktet Mischocyttarus och familjen getingar. Inga underarter finns listade i Catalogue of Life.